# Willunga
Willunga ist eine Stadt mit etwa 2.100 Einwohnern im australischen Bundesstaat South Australia. Willunga befindet sich 5 Kilometer vom Weinanbaugebiet McLaren Vale und 47 Kilometer südlich von Adelaide. Sie liegt im Verwaltungsgebiet (LGA) City of Onkaparinga.
Der Name der Stadt leitet sich von dem Wort willangga der australischen Ureinwohner ab. Allerdings ist umstritten, ob damit  der Ort des grünen Bäume oder schwarze Ente gemeint ist.
Das erste Stück Land in dieser Gegend wurde 1839 von Edward Moore gekauft. Die Stadt selbst wurde ein Jahr später vermessen und ausgewiesen. Etwa zu dieser Zeit wurde auch der erste Schieferbruch in Betrieb genommen. Wegen seiner hohen Qualität wurde der Schiefer von Port Willunga nach ganz Australien verschifft. Erst in den 1890er Jahren ließ die Produktion nach und Willunga wurde zu einem wichtigen Getreideanbaugebiet. Heute ist Willunga vor allem bekannt durch seine Mandeln. Jedes Jahr im Juli findet das Almond Blossom Festival (deutsch: Mandelblütenfest) statt.
Seit 1999 ist Willunga Etappenort des Radrennens Tour Down Under, insbesondere spielt der Anstieg zum Willunga Hill oft eine entscheidende Rolle im Rennen.